# BioWare
BioWare Corp je kanadska kompanija koja se bavi elektronskom zabavom. Osnovali su je februara 1995. godine lekari Ray Muzyka, Greg Zeschuk, i Augustin Yip. Sedište kompanije je Edmonton, Kanada. BioWare se bavi razvojem video-igara za računare i konzole i poznata je po veoma uspešnim roll-play igrama za računar Baldur's Gate, i Neverwinter Nights, koje su osvojile više nagrada. Takođe je poznata i po uspešnim konzolnim roll-play igrama Star Wars: Knights of Old Republic i Jade Empire (koje su kasnije portovane i za računar) i po njihovoj najnovijoj igri za Xbox 360 koja je u maju izašla i za računare Mass Effect.

## Igre
- (1996)
- (1998)
  -  (1999)
- (2000)
- (2000)
  -  (2001)
- (2002)
  -  (2003)
  -  (2003)
  -  (2005)
- (2003)
- (2005)
- (2007)
- (2008)